# Roald Amundsen
Roald Engelbregt Gravning Amundsen (Borge, 16 de julho de 1872 — Ártico, perto da Ilha do Urso, 18 de junho de 1928) foi um explorador norueguês das regiões polares, que liderou a primeira expedição a atingir o Polo Sul em 14 de dezembro de 1911 e utilizando para isso trenós puxados por cães.
Amundsen nasceu em uma família de proprietários de navio e capitães. Inspirado na leitura das aventuras do explorador inglês John Franklin, que provou a existência da passagem Noroeste, ele se decidiu por uma vida de exploração ao desconhecido. Com 16 anos Amundsen estudava as regiões polares, tendo como referência a travessia da Groenlândia por Fridtjof Nansen. Embora tivesse frequentado o curso de Medicina, Amundsen decidiu seguir uma vida ligada ao mar e à exploração. Em 1897, com 25 anos, fez parte da tripulação do Belgica, como primeiro oficial, na Expedição Antártica Belga, de Adrien de Gerlache. Anos mais tarde, em 1903, parte para uma expedição que iria atravessar a passagem Noroeste, que liga os oceanos Atlântico ao Pacífico, na região norte do Canadá, a bordo do Gjøa.
Depois de atingir o Polo Sul, em 1911, Amundsen desejava alcançar novas conquistas. De regresso dos Estados Unidos, onde esteve em digressão de conferências, interessou-se pelo mundo da aviação e, em 1914, obteve o seu certificado de voo, o primeiro atribuído a um civil na Noruega. 
Após uma tentativa fracassada em 1918 de chegar ao Polo Norte atravessando a Passagem Nordeste no navio Maud, Amundsen começou a planejar uma expedição aérea. Em 12 de maio de 1926, Amundsen e outros 15 homens do dirigível Norge se tornaram os primeiros exploradores verificados a terem chegado ao Polo Norte. Amundsen desapareceu em junho de 1928 enquanto voava em uma missão de resgate para o dirigível Italia no Ártico que levava o aviador Umberto Nobile a bordo. As buscas por seus restos mortais, que não foram encontrados, foram interrompidas em setembro daquele ano, foi a última vez que se teve notícias de Amundsen.

## Juventude
Nascido no município de Borge, localizado entre as cidades de Fredrikstad e Sarpsborg, próximo da capital da Noruega, Cristiania (atual Oslo), foi o quarto filho do capitão da Marinha e proprietário de navio, Jens Amundsen. Sua mãe, Gustava Sahlquist, tentou mantê-lo longe do mar e queria que o filho seguisse a carreira de médico. Quando do retorno triunfal do Fridtjof Nansen, que atravessou no ano de 1889 a Groenlândia em esquis, Amundsen, então com 18 anos, decidiu tornar-se um explorador polar. Em 1890, entretanto, ele começou a estudar medicina atendendo o desejo materno. Após a morte da mãe em 1893, perdeu os exames escolares e abandonou a Universidade. Com a idade de 21 anos embarcou em um navio caça focas, continuando a sua aprendizagem como marinheiro.
Viajou aos Estados Unidos em busca de patrocínio para os seus projetos. O milionário e explorador norte-americano Lincoln Ellsworth tornou-se um de seus principais financiadores. O passo seguinte foi adquirir conhecimento em navegação; retornou a Cristiania, cursando a Christiania Sjømandsskole (Escola Náutica) aonde obteve a sua licença náutica em 1 de maio de 1895.

## Expedições polares

### Expedição Antártica Belga

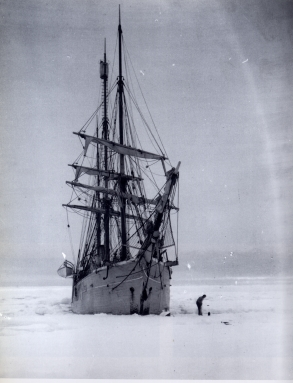
Navio polar Belgica

Adrien de Gerlache era o comandante do navio Belgica, utilizado na Expedição Antártica Belga (1897-1899), no qual Roald Amundsen embarcou como primeiro oficial. A expedição partiu do porto de Antuérpia em agosto de 1897 e tinha como objetivo a investigação científica da costa da Antártida. O grupo foi o primeiro a passar um inverno no Círculo Polar Antártico, ficando isolado por 13 meses. Os cientistas vindos de diversos países visitaram, coletaram material de pesquisa e fizeram medições na região conhecida como estreito de Gerlache. Emile Danco, cientista belga responsável por observações geofísicas, faleceu devido às rigorosas condições vividas pelos cientistas e tripulantes.
Também estava a bordo o médico americano Frederick Cook, que posteriormente reclamou a honra de ter sido o primeiro homem a alcançar o Polo Norte. Cook provavelmente salvou a tripulação do escorbuto, fazendo-os comer carne fresca de pinguins e focas, uma importante lição para as futuras expedições de Amundsen.

### Passagem Noroeste

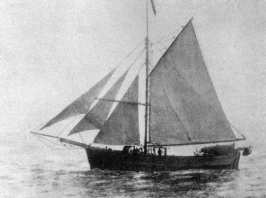
Chalupa Gjøa

Em 16 de junho de 1903 Amundsen parte de Cristiania ao comando da primeira expedição a atravessar a passagem Noroeste entre o Atlântico e oceano Pacífico, com seis outros tripulantes no veleiro Gjøa. Eles passaram pelo sul da Groenlândia, indo em direção à baía de Baffin e estreitos de Lancaster, Peel, James Ross e Rae. Passaram dois invernos explorando por terra e gelo o local hoje chamado de Gjoa Haven, que fica no território Nunavut, Canadá. Foram também cartografadas as inúmeras ilhas da região. Em 1904, Amundsen e sua pequena equipe seguiu para o Polo norte magnético, que havia se mudado 30 milhas desde que fora localizado por James Clark Ross em 1831. Esta foi a primeira vez que alguém registrou o movimento dos polos magnéticos. Durante este tempo, Amundsen estudou o povo local Netsilik a fim de aprender técnicas de sobrevivência no Ártico e logo adotou suas vestimentas. Deles também aprendeu a usar cães de trenó. Continuando para o sul da ilha Victoria, o navio afastou-se do arquipélago Ártico Canadiano em 17 de agosto de 1905, mas teve que parar no decurso do inverno antes de ir para Nome na costa do Pacífico do Alasca, 800 km distante de Eagle, aonde havia uma estação de telégrafo. Amundsen fez a viagem de ida e volta por terra, tendo alcançado o posto de telégrafo de onde enviou uma mensagem de seu sucesso em 5 de dezembro de 1905. A expedição chegou a Nome em 1906. A Passagem Noroeste nunca foi utilizada por navios de maior porte devido à pouca profundidade da água, que em grande parte do percurso não ultrapassa um metro.

### O Polo Sul

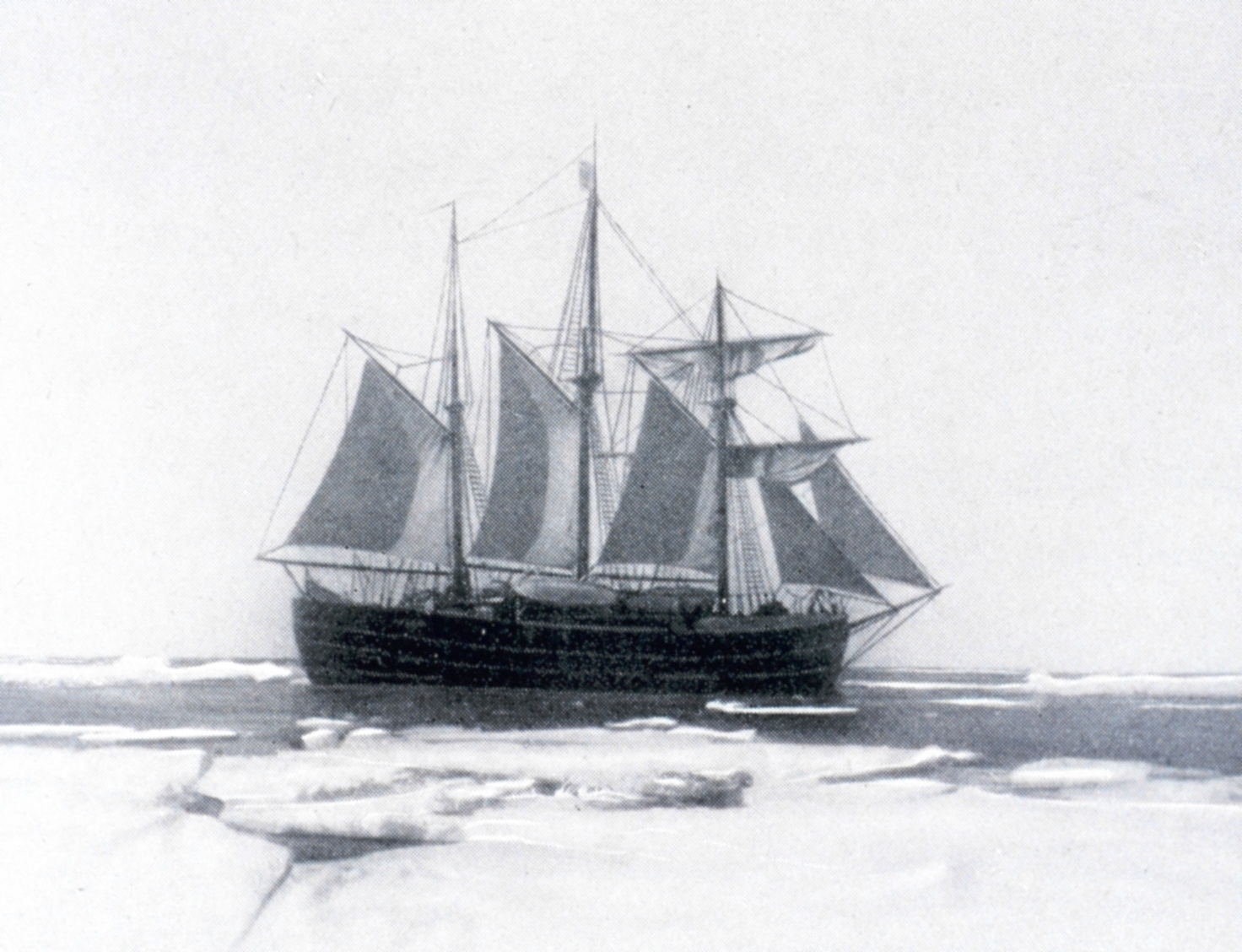
Escuna Fram

Depois da passagem Noroeste, Amundsen fez planos para atingir o Polo Norte. Com a notícia em 1909 que primeiro Frederick Cook e depois Robert Peary terem chegado ao polo, ele mudou seus planos. A bordo do lendário navio de Fridtjof Nansen, o Fram, partiu da Escandinávia em direção à Antártida em 1910.
Seu grupo invernou na plataforma de gelo Ross, no local conhecido como a baía das Baleias. Utilizaram o tempo para planejar a jornada e estabelecer depósitos com alimentos, aguardando a partida prevista para a primavera. Estava 600 km distante da expedição rival britânica liderada por Robert Falcon Scott que estabelecera-se na Ilha de Ross. Scott seguia uma rota descoberta por Ernest Shackleton, através da geleira Beardmore em direção ao planalto Antártico. Amundsen teve que procurar seu próprio caminho através dos montes Transantárticos.

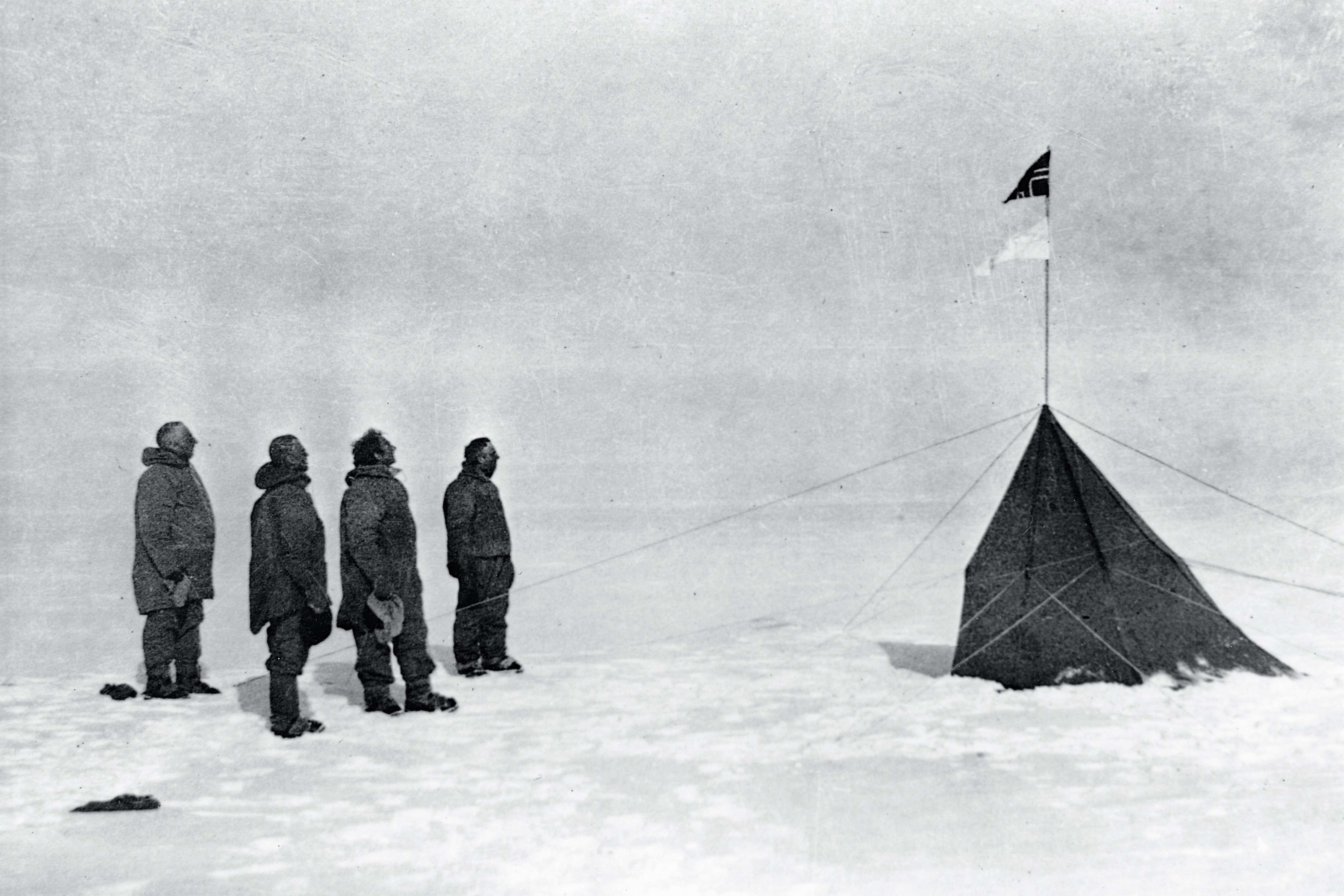
A conquista do Polo Sul

Amundsen iniciou seu ataque ao polo em 20 de outubro de 1911, e juntamente com Olav Bjaaland, Helmer Hanssen, Sverre Hassel e Oscar Wisting, atingiu o polo em 14 de dezembro de 1911. O ponto mais ao sul do planeta foi alcançado em uma tarde ensolarada com temperatura ambiente de -23 °C e ventos leves vindos do sudoeste. A bandeira de seda vermelha e azul da Noruega foi fincada em uma planície branca. Após 35 dias, Scott teve a infelicidade de encontrar uma tenda deixada por Amundsen, com uma carta relatando a chegada. A extensa experiência de Amundsen, a preparação, e o uso dos melhores cães de trenó disponíveis fizeram a diferença no final. Em contraste aos infortúnios da expedição de Scott, Amundsen teve uma viagem com menos dificuldades, retornando ao acampamento base no dia 25 de janeiro de 1912 após percorrer durante três meses 3 000 km.
Como nenhuma das expedições levou o volumoso equipamento de telégrafo sem fio, que seria a única forma de comunicação direta com o polo, o sucesso de Amundsen só foi anunciado ao público em 7 de março de 1912. Amundsen narrou em detalhe sua jornada no livro The South Pole; an account of the Norwegian Antarctic expedition in the Fram, 1910-12.

## Últimas expedições

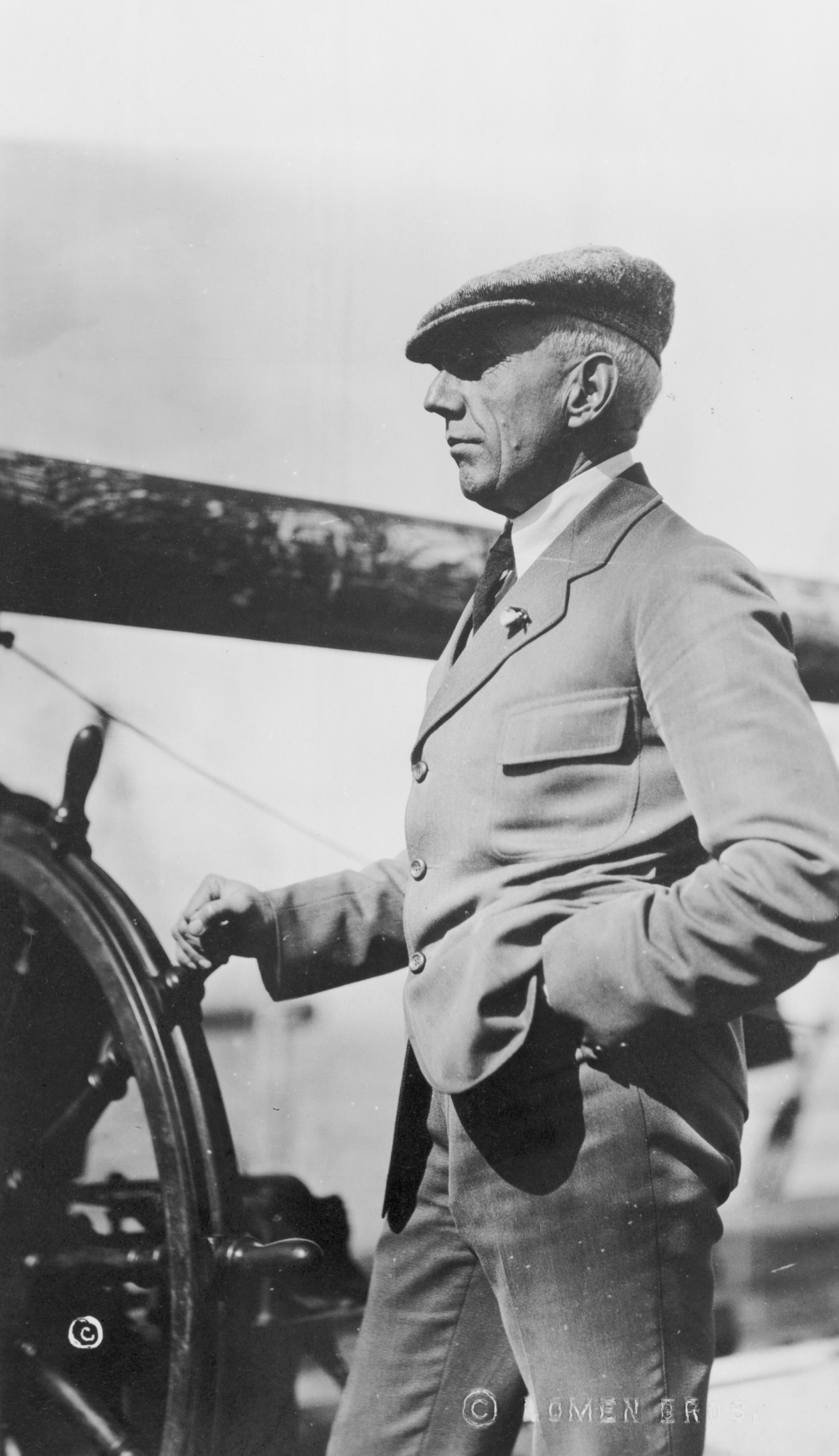
Roald Amundsen em 1920

Durante a Primeira Guerra Mundial, Amundsen ganhou uma grande quantidade de dinheiro com o suprimento de navios, o que deu a ele a possibilidade de construir uma nova embarcação. Em 1918 ele iniciou uma expedição com o navio que recebeu o nome de Maud, para explorar a passagem Nordeste. Também chamada de rota marítima do norte, é uma via marítima que permite ligar o oceano Atlântico ao oceano Pacífico ao longo da costa norte da Sibéria. Não atingiu os seus propósitos e a expedição foi considerada um fracasso por não realizar a travessia. O lado científico compensou em parte a frustração. A expedição estava bem equipada para realizar medições do magnetismo da terra, experimentos meteorológicos e oceanográficos. As observações geofísicas conduzidas pelo meteorologista e oceanógrafo Harald Sverdrup foram consideradas o mais importante projeto de investigação realizado no Ártico até aquela data.
Em 1925, com o financiador e também participante da expedição Lincoln Ellsworth e mais quatro outros tripulantes, Roald Amundsen voou até à latitude 87° 44' norte. Este foi o local mais ao norte atingido por um avião até então. Na expedição foram utilizados dois hidroaviões modelo Dornier Do J, fabricados pela empresa italiana S.A.I. di Construzioni Mecchaniche i Marina di Pisa. A Ilha do Rei George foi usada como ponto de partida, estando a 1 200 km do Polo Norte. O Fram foi um dos barcos de apoio.
No ano seguinte Amundsen, Lincoln Ellsworth e o engenheiro italiano Umberto Nobile fizeram a travessia do Ártico no dirigível Norge projetado por Nobile. Eles partiram de Spitzbergen, a maior das ilhas do arquipélago Ártico das Svalbard, em 11 de maio de 1926. Depois de 16 horas de voo, foram lançadas as bandeira dos Estados Unidos, Noruega e Itália sobre o Polo Norte. O Norge pousou em Teller no Alasca. A expedição percorreu 5 456 km durante 72 horas de voo. O Polo Norte foi sobrevoado pela primeira vez alguns dias antes, em 9 de maio, pelo aviador e oceanógrafo norte-americano Richard Evelyn Byrd, que utilizou um avião Fokker F.VII.

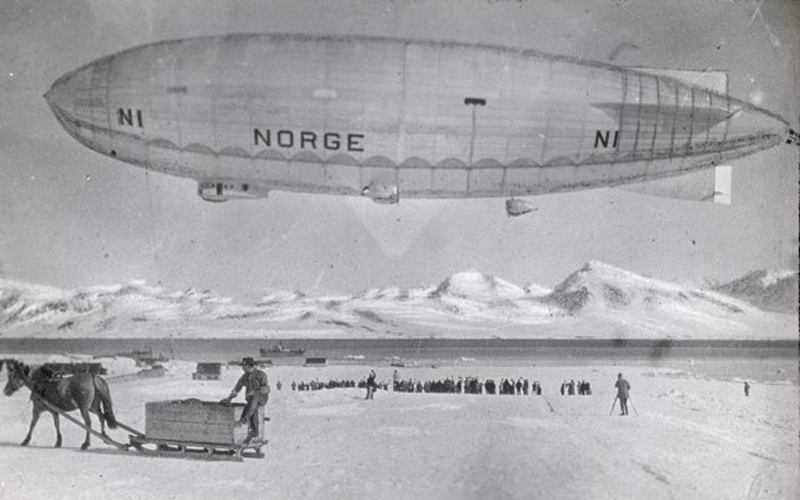
Dirigível Norge sobre Alesund, Noruega em 1926, sendo preparado para a travessia do Ártico.

Roald Amundsen morreu em 18 de junho de 1928 em um acidente com o seu hidroavião Latham 47, no oceano Ártico. O voo tinha o objetivo de resgatar o explorador e aviador italiano Umberto Nobile, cujo dirigível Italia caiu a nordeste do arquipélago Svalbard ao retornar do Polo Norte. Cinco países enviaram navios e aviões para os trabalhos de resgate dos sobreviventes do dirigível, que aguardavam socorro em uma massa de gelo flutuante. Os tripulantes sobreviventes foram resgatados pelo navio quebra-gelo russo Krassin em 12 de julho, dezenove dias após a retirada de Umberto Nobile do local por um avião da Suécia. A busca por Amundsen e pelos seis desaparecidos do Italia continuou por todo o verão de 1928, e dela participou Louise Boyd, exploradora e aviadora norte-americana. O hidroavião de Amundsen nunca foi encontrado. O corpo de Roald Amundsen permanece no Ártico. A Defesa Marítima Norueguesa organizou expedições nos anos de 2004 e 2009 com o objetivo de localizar os restos do hidroavião.
Existe controvérsia quanto à conquista do Polo Norte por Frederick Cook e depois Robert Peary. Pesquisas e estudos recentes apontam Roald Amundsen e o seu companheiro de explorações Oscar Wisting, como os primeiros a alcançar os dois polos da terra.

## Reconhecimento
Roald Amundsen é reconhecido e lembrado por seus feitos, sendo destaque:
- A Estação Polo Sul Amundsen-Scott que é uma homenagem conjunta a ele e a seu rival na conquista do Polo Sul.[30]
- O Mar de Amundsen, na costa da Antártida, tem seu nome.[31]
- Uma grande cratera cobrindo o polo sul da Lua é chamada de cratera Amundsen em sua homenagem.[32]
- O Golfo de Amundsen localizado a sudoeste do Mar de Beaufort, um dos braços do oceano Ártico.[33][34]
- A Guarda Costeira do Canadá batizou um de seus navios quebra-gelo como CCGS Amundsen, o mesmo foi feito pela Defesa Marítima Norueguesa que que deu o nome do explorador a fragata KNM Roald Amundsen.[35][36]

## Bibliografia

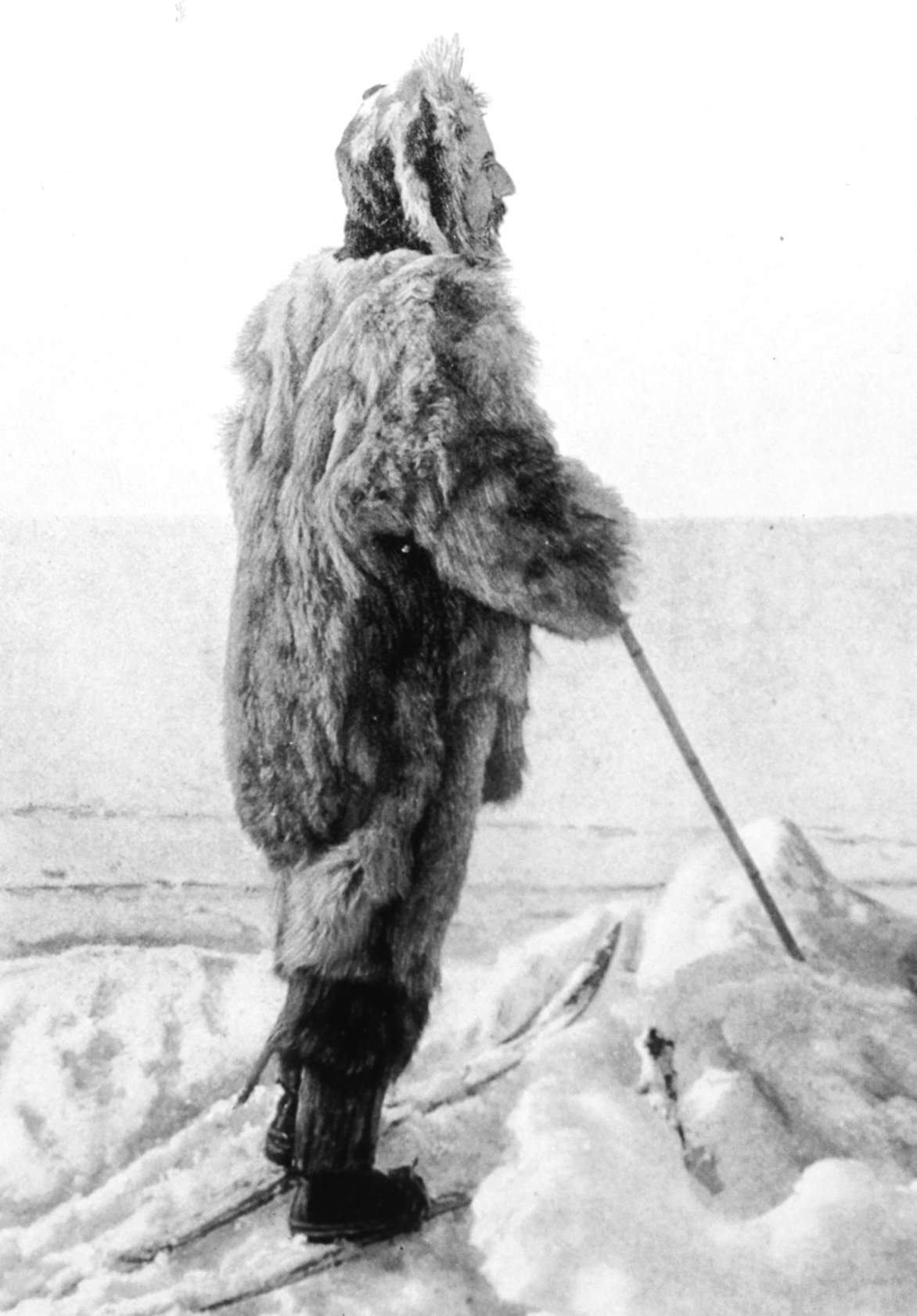
Roald Amundsen em uma de sua expedições.